# Portugalská fotbalová reprezentace do 20 let
Portugalská fotbalová reprezentace do 20 let reprezentuje Portugalsko na mezinárodních turnajích, jako je Mistrovství světa ve fotbale hráčů do 20 let.

## Mistrovství světa
| Rok    | Účast                                            | Soupisky |
| ------ | ------------------------------------------------ | -------- |
| 1977   | nekvalifikovali se                               |          |
| 1979   | Vyřazení ve čtvrtfinále Uruguayí                 |          |
| 1981   | nekvalifikovali se                               |          |
| 1983   | nekvalifikovali se                               |          |
| 1985   | nekvalifikovali se                               |          |
| 1987   | nekvalifikovali se                               |          |
| 1989   | Zlatá medaile                                    |          |
| 1991   | Zlatá medaile                                    |          |
| 1993   | nepostoupili se skupiny                          |          |
| 1995   | Bronzová medaile                                 |          |
| 1997   | nekvalifikovali se                               |          |
| 1999   | Vyřazení v osmifinále Japonskem                  |          |
| 2001   | nekvalifikovali se                               |          |
| 2003   | nekvalifikovali se                               |          |
| 2005   | nekvalifikovali se                               |          |
| 2007   | Vyřazení v osmifinále Chile                      |          |
| 2009   | nekvalifikovali se                               |          |
| 2011   | Stříbrná medaile                                 |          |
| 2013   | Vyřazení v osmifinále Ghanou                     |          |
| 2015   | Vyřazení ve čtvrtfinále Brazílií                 |          |
| 2017   |                                                  |          |
| 2019   |                                                  |          |
| 2021   |                                                  |          |
| Celkem | účast – 10× zlato – 2×, stříbro – 1×, bronz – 1× |          |